# Vittra (film)
Vittra är en svensk lågbudgetskräckfilm från 2012, producerad av Stockholm Syndrome Film och regisserad av Sonny Laguna och Tommy Wiklund. Filmen handlar om hur en grupp ungdomar kommer i kontakt med vittrorna, ett fornnordiskt väsen. Johannes Brost och Lisa Henni medverkar. Filmen hade premiär på Fantastisk Filmfestival 2012. Den engelska titeln är "Wither". Filmen har felaktigt kallats för "Sveriges första zombiefilm", den tidigast kända svenska zombiefilmen är kortfilmen The Resurrection of Michael Myers part 2 från 1989 eller långfilmen Terror i Rock 'n' Roll Önsjön från 2001, beroende på hur man ser på saken.

## Handling
En grupp vänner ska tillbringa helgen i ett övergivet hus mitt ute i skogen. Men redan första kvällen stöter de på något ondskefullt i källaren.

## I rollerna
- Patrik Almkvist - Albin
- Lisa Henni - Ida
- Patrick Saxe - Simon
- Amanda Renberg - Linnea
- Johannes Brost - "Gunnar"
- Jessica Blomkvist - Marie / Vittran
- Max Wallmo - Markus
- Anna Henriksson - Tove
- Ralf Beck - Olof
- Sanna Ekman - Eva
- Ingar Sigvardsdotter - Karin
- Julia Knutson - Lisa
- A.R. Hellquist - Polis (Ej krediterad röstroll)

## Om filmen
Filmen spelades in i Knivsta. Inspirationen kom från filmen The Evil Dead. Johannes Brost tvekade inte att tacka ja till filmen trots den knappa budgeten. Han sade till Aftonbladet: "Det här är en riktig satsning. Killarna som gör filmen menar allvar. När de ringde upp mig efter min semester och frågade tänkte jag ”jag hänger på!". Vittra blev Brosts första skräckfilm sedan rollen i Besökarna.

## Mottagande
Filmen fick ett i huvudsak negativt mottagande.
SvD: "Inte bra alls.", DN: "Jämförd med "Vittra" känns "Evil dead" välformulerad som en Woody Allen-film.", Nöjesguiden: "Det här är inte ens bra för att vara svenskt.", Expressen: "Om du tror du att det är ett skämt med löjeväckande b-films-effekter och teatraliskt skådespeleri, är du fel ute."